# جيسيكا كوكس
جيسيكا كوكس (بالإنجليزية: Jessica Cox)‏ هي أول طيار من غير ذراعين في العالم، وأيضاً هيَ أول شَخص من غير ذراعين حاصل على الحزام الأسود في جمعية التايكواندو الأمريكية. وُلدت جيسيكا من غير ذراعين نتيجةً لإصابتها عيب خلقي نادِر.

## الحياة
وُلدت جيسيكا في 2 فبراير 1983 في سييرا فيستا في ولاية أريزونا، وعندَ ولادتها كانت من غير ذراعين نتيجةً لإصابتها بعيب خلقي نادر. في عام 2005 تخرجت جيسيكا من جامعة أريزونا مع حصولها على درجة البكالوريوس في تخصص علم النفس بشكل رئيسي وتخصص مجال الاتصالات بشكل فِرعي.
عند بُلوغ جيسيكا عُمر 14 سَنة توقفت عن استعمال الأطراف الاصطناعية، وبدأت باستخدم أقدامها، حيثُ تستطيع القيام بعدة أُمور منها قيادة سَيارة غير مُعدلة فهيَ تمتلك رخصة قيادة غير مُقيدة، كما أنها تستطيع الكتابة على لوحة المفاتيح بسرعة 25 كلمة في الدقيقة، كما أنها تستطيع وضع وإزالة عدساتها اللاصقة وحدها، وهي حاصلة على شَهادة لِممارسة رياضة الغَوص.

## التأثير الإعلامي
كانت جيسكيا موضوع الفيلم الوثائقي «رايت فوتيد» الحاصل على جائزة إيمي، ويوثق الفيلم حياة جيسيكا ورحلاتها الإنسانية إلى إثيوبيا وَالفلبين، بالإضافة إلى قيامها بجهود لتمرير اتفاقية حقوق الأشخاص ذوي الإعاقة في مجلس الشيوخ الأمريكي.
استلهمت المُهندسة الإمارتية ريم المرزوقي فِكرة إنشاء «نظام التحكم في ملاحة المركبة عبر الأطراف السُفلى»، والذي يسمح للأشخاص بقيادة السيارة دون استخدام الجزء العلوي من أجسامهم.

## روابط خارجية
- الطيار من غير ذراعين.
- موقع جيسيكا كوكس.
- فيلم وثائقي عن جيسيكا كوكس على موقع ريتفوتيد.